# Anthidium isabelae
Anthidium isabelae är en biart som beskrevs av Urban 2004. Anthidium isabelae ingår i släktet ullbin, och familjen buksamlarbin. Inga underarter finns listade i Catalogue of Life.